# Hervormde kerk (Gameren)
De Hervormde kerk is de protestantse kerk van Gameren, gelegen aan Delkant 1.

## Geschiedenis
De Hervormden kerkten vanouds in de Martinuskerk, welke uit de 15e eeuw stamt. In 1786 werd een toren gebouwd, en in 1903 vond een verbouwing plaats. De kerk werd in 1945 door oorlogsgeweld verwoest.
Een nieuwe kerk werd in 1954 in gebruik genomen. Het is een achtkante zaalkerk, gedekt door een tentdak met in het midden een lantaarn. Architect was J.G. Mensink. Als voorbeeld van wederopbouwarchitectuur werd dit kerkje geklasseerd als Gemeentelijk monument.
Het orgel is van 1988 en werd vervaardigd door BAG Orgelmakers.